# Hartschwinden
Hartschwinden ist ein Ortsteil von Dermbach im Wartburgkreis in Thüringen.

## Lage
Hartschwinden liegt etwa 1,5 km westlich von Urnshausen an der Bundesstraße 285 am östlichen Ufer der Felda. Die geographische Höhe des Ortes beträgt 310 m ü. NN. Bei Hartschwinden mündet die Landesstraße 1022 von Weilar kommend in die Bundesstraße 285 (Abschnitt Urnshausen–Dermbach) ein.

## Geschichte
Im Jahr 1298 wurde Hartschwinden erstmals urkundlich erwähnt.
Von 1880 bis 2003 hatte Hartschwinden einen Haltepunkt an der Feldabahn; die Gleise wurden 2008 demontiert.
Zum 1. Januar 2019 kam Hartschwinden im Zuge der Eingemeindung von Urnshausen zur Gemeinde Dermbach.